# 亚历山泰里·萨尔瓦拉
亚历山泰里·萨尔瓦拉（芬蘭語：Aleksanteri Saarvala，1913年4月9日—1989年10月7日），芬兰男子竞技体操运动员。他曾获得1948年夏季奥运会男子团体全能金牌和1936年夏季奥运会男子单杠金牌。